# Georges Bastia
 (février 2018).
Si vous disposez d'ouvrages ou d'articles de référence ou si vous connaissez des sites web de qualité traitant du thème abordé ici, merci de compléter l'article en donnant les références utiles à sa vérifiabilité et en les liant à la section « Notes et références ».
Georges Bastia (1904-1980), « le Buffon de la caricature » selon Marcel Achard, est un caricaturiste, dessinateur, peintre et chansonnier français. 

## Biographie
Il est « Sociétaire des Humoristes » et travaille entre autres pour Le Rire, L'Auto (lauréat de son concours en 1920), La Rampe, Fantasio, Opéra, Juvénal. À partir de 1936 il commence à réaliser des portraits d’artistes transformés en animaux, caricatures qu’il publie par la suite dans divers albums porte-folio intitulés Le Zoo des vedettes.
Dans Le Zoo des vedettes, il regroupe 68 caricatures originales regroupées en 61 planches lithographiées rehaussées de gouache, représentant Brigitte Bardot, Sacha Guitry, Jean Gabin, Michèle Morgan, Louis de Funès, Juliette Gréco, Georges Brassens, Michel Simon, Martine Carol, Simone Signoret, Yves Montand, Fernandel et bien d'autres.
Il est remarqué en 1929 au Salon des humoristes avec ses toiles Urban, Max Dearly et Oléo.